# Ischiolepta scabricula
Ischiolepta scabricula är en tvåvingeart som först beskrevs av Alexander Henry Haliday 1836.  Ischiolepta scabricula ingår i släktet Ischiolepta och familjen hoppflugor. Arten är reproducerande i Sverige. Inga underarter finns listade i Catalogue of Life.